# جعبه سیاه (سامانه)

نمایی گرافیکی از یک جعبه سیاه

این مقاله در مورد مفهوم انتزاعی سیستم های جعبه سیاه است.(و نه جعبه ی سیاه هواپیما)
جعبه سیاه یا جعبه غیرشفاف (به انگلیسی Black Box)  به ابزار، سامانه یا جسمی گفته می‌شود که فقط به صورت تابع تبدیل و ورودی و خروجی‌هایش قابل مشاهده‌است و هیچ گونه اطلاعی از عملکرد و درون آن در اختیار کاربر نیست و عملکرد آن غیرشفاف است. این واژه در علم مهندسی و علوم دیگر ممکن است به هرچیزی نسبت داده شود مثلاً :ترانزیستور، الگوریتم ، ذهن انسان، یک موسسه یا دولت.
برای تجزیه و تحلیل چیزی که به عنوان یک سیستم باز(open system) مدل سازی شده است ، با "رویکرد جعبه سیاه" معمولی ، فقط رفتار محرک / پاسخ برای استنباط کادر (ناشناخته) حساب خواهد شد. نمایش معمول این سیستم جعبه سیاه یک نمودار جریان داده است که در مرکز این جعبه قرار دارد.
نقطه مقابل آن جعبه سفید یا جعبه شیشه‌ای یا جعبه روشن است که عملکرد درونی آن برای کاربر قابل پیگیری و مشخص می‌باشد.

## تاریخچه
به نظر می رسد معنای مدرن اصطلاح "جعبه سیاه" در حدود سال 1945 وارد زبان انگلیسی شده است. در تئوری مدار الکترونیکی فرآیند سنتز شبکه از توابع انتقال ، که منجر به آن شد که مدارهای الکترونیکی به عنوان "جعبه های سیاه" در نظر گرفته شوند که با پاسخ آنها به سیگنال های اعمال شده بر روی پورت های آنها شناخته می شود ، می توان  ویلهلم کاوئر که ایده های خود را در سال 1941 در تکامل یافته ترین نسخه ی آن منتشر کرد ، دنبال کرد. اگرچه كوئر خود این اصطلاح را به كار نبرد ، افراد دیگری كه از او پیروی می كردند این روش را حت عنوان "آنالیز جعبه سیاه"  بیان کردند.
ویتولد بلویچ مفهوم جعبه های سیاه را حتی به سال های زودتر نسبت می دهد ، استفاده صریح از شبکه های دو پورت (two-port) را به عنوان جعبه های سیاه به Franz Breisig در سال 1921 نسبت می دهد و اظهار می دارد که اجزای 2-terminal  قبل از آن به طور ضمنی به عنوان جعبه های سیاه رفتار می کردند و استفاده می شدند.
در cybernetics، یک توصیف کامل رفتاری توسط راس اشبی در سال 1956 انجام شد. جعبه سیاه در سال 1961 توسط نوربرت وینر به عنوان یک سیستم ناشناخته توصیف شد که با استفاده از تکنیک های شناسایی سیستم مشخص می شد. او اولین قدم در خود سازماندهی این بود که قادر به کپی کردن رفتار خروجی یک جعبه سیاه است. بسیاری دیگر از مهندسین ، دانشمندان و معرفت شناسان ، مانند ماریو بانگ در دهه 1960 از تئوری جعبه سیاه استفاده کرده و آن را کامل کردند.

## نظریه سیستم(system theory)
اساسنامه و ساختار جعبه(box) ، درمورد رویکرد مورد نظر کاملاً بی ربط است ، که کاملاً بیرونی یا پدیدارشناختی است. به عبارت دیگر ، فقط رفتار سیستم حساب خواهد شد.
           (ماریو بانژ ( Mario Bunge))

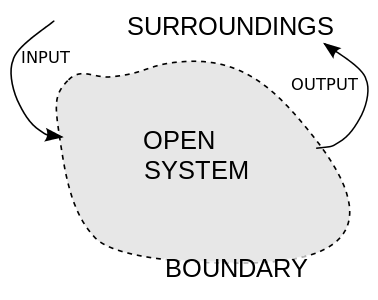
نظریه open system پایه و اساس تئوری جعبه سیاه است. هر دو تمرکز خود را بر جریانهای ورودی و خروجی نشان می دهند و مبادله ای با محیط اطراف دارند.

درک جعبه سیاه براساس "قاعده ی توضیحی" - فرضیه رابطه علّی بین ورودی و خروجی- است. این اصل بیان می کند که ورودی و خروجی متمایز اند، که این سیستم دارای ورودی ها و خروجی های قابل مشاهده (و قابل اعتماد) است و سیستم برای ناظر سیاه و پوشیده است (غیر قابل باز بودن).

### گزارش حالتهای مشاهده شده
ناظر به مرور زمان مشاهدات را انجام می دهد. تمام مشاهدات مربوط به ورودی ها و خروجی های یک جعبه سیاه را می توان در یک جدول نوشت که در آن ، در هر یک از مقطع های زمانی ، حالت های قسمت های مختلف جعبه ، ورودی و خروجی ثبت می شود. بنابراین ، با استفاده از مثالی از Ashby ، بررسی جعبه ای که از یک بشقاب پرنده سقوط کرده است ممکن است منجر به این پروتکل شود:
| وضعیت ورودی خروجی                                                                           | زمان  |
| من هیچ کاری نکردم. جعبه صدای "هوم" با 240 هرتز ثبت کرده است.                                | 11:18 |
| سوئیچ با علامت K را فشار دادم: نت به 480 هرتز افزایش یافت و ثابت باقی ماند.                 | 11:19 |
| من به طور تصادفی دکمه علامت "!" را فشار دادم – دمای جعبه 20 درجه سانتی گراد افزایش می یابد. | 11:20 |
| و...                                                                                        | 11:21 |

بنابراین ، هر سیستم ، اساساً ، توسط مجموعه ای از یک پروتکل طولانی ، که به موقع ترسیم شده است ، بررسی شده و توالی حالت های ورودی و خروجی را نشان می دهد. از این نتیجه ،این استنباط اساسی حاصل می شود که تمام دانش بدست آمده از جعبه سیاه (از ورودی و خروجی داده شده) از این دست است که می توان با رمزگذاری مجدد پروتکل (جدول مشاهده) بدست آورد؛ و نه چیز بیشتری.
اگر ناظر نیز ورودی را کنترل کند ، تحقیق به آزمایش (تصویرگری) تبدیل می شود و فرضیه های مربوط به علت و معلول را می توان به طور مستقیم آزمایش کرد.
هنگامی که آزمایش کننده نیز اقدام به کنترل جعبه می کند ، بازخورد فعال در رابطه ی جعبه / ناظر وجود دارد ، نسخه ارتقا یافته ی تئوری کنترل ، معماری فید رو به جلو(feed forward architecture) نامیده می شود.

### مدل سازی
فرایند مدل سازی ساخت یک مدل ریاضی پیش بینی کننده با استفاده از داده های تاریخی موجود (جدول مشاهده) است.

### تست جعبه سیاه
یک مدل جعبه سیاه توسعه یافته یک مدل معتبر(اعتبارسنج) است که در هنگام روش های مختلف تست جعبه ی سیاه، تنها بر اساس عناصر قابل مشاهده اطمینان حاصل می کند .

## نظریه های دیگر
نظریه های جعبه سیاه مواردی هستند که فقط از لحاظ عملکردشان تعریف می شوند. اصطلاح تئوری جعبه سیاه برای هر زمینه ، فلسفه و علمی کاربرد دارد یا در غیر این صورت جایی که برخی از سؤالها و یا تعریفی در مورد روابط بین ظاهر چیزی (بیرونی / خارج) انجام شود ، یعنی در اینجا به طور خاص حالت جعبه سیاه چیزی مربوط به ویژگی ها و رفتار داخلی آن است.
به طور خاص ، تحقیق بر موضوعی متمرکز است که فاقد خصوصیات آشکار است و بنابراین تنها عواملی برای بررسی در نظر گرفته می شوند که با یک نظارت سریع قابل مشاهده نیستند. این ناظر در درجه اول نادان فرض می شود زیرا بیشتر اطلاعات موجود در موقعیتی داخلی و به دور از تحقیقات آسان صورت می گیرد. عنصر جعبه سیاه این تعریف به عنوان سیستمی مشخص می شود که در آن عناصر مشاهده شده با جعبه ای از خروجی های مختلف که در معرض یک جعبه خیالی قرار می گیرند وارد می شوند.

پذیرش در علوم انسانی

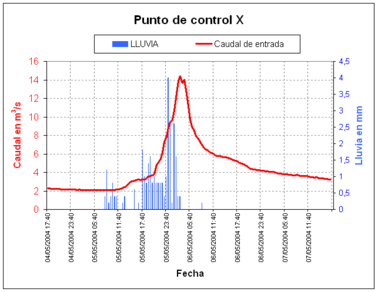
هیدروگراف مشاهده شده گرافیکی از پاسخ یک حوضه آبریز (جعبه سیاه) با رواناب آن (قرمز) به ورودی بارندگی (آبی) است.

در رشته های علوم انسانی مانند فلسفه ذهن و رفتارگرایی ، یکی از کاربردهای تئوری جعبه سیاه توصیف و درک عوامل روانشناختی در زمینه هایی مانند بازاریابی در هنگام استفاده از آنالیز رفتار مشتری است.
نظریه آگاهی جعبه سیاه بیان می کند که هنگامی که ورودی ها و خروجی ها به خوبی تعریف شوند ، ذهن  کاملاً قابل درک می شود.
نظریه جعبه سیاه
نظریه Black Box حتی کاربردهای گسترده تری نسبت به مطالعات حرفه ای دارد: 
   کودکی که سعی دارد درب را باز کند ، باید دستگیره (ورودی) را دستکاری کند تا حرکت دلخواه را در خروجی (لچ) تولید کند. و او باید بیاموزد که چگونه چیزی را توسط دیگری کنترل کند بدون اینکه بتواند مکانیسم داخلی آنها و نحوه اتصالات شان را ببیند. در زندگی روزمره ما در هر نوبت با سیستمهایی روبرو می شویم که سازوکارهای داخلی آنها برایمان کاملاً باز برای بازرسی نیست و باید با روش های متناسب با جعبه سیاه رفتار شود.
            -اشبی
(...) این قانون ساده بسیار مؤثر و اثبات شده است و نمونه ای از چگونگی استفاده از اصل Black Box در سایبرنتیک برای کنترل موقعیت هایی است که در صورت عمیق تر شدن ممکن است بسیار پیچیده به نظر برسد.
    نمونه دیگری از اصل بلک بوک ، معالجه بیماران روانی است. مغز انسان مطمئناً یک جعبه سیاه است و اگرچه تحقیقات زیادی برای شناخت مکانیسم مغز در حال انجام است ، اما با مشاهده پاسخ بیماران به محرک ها ، پیشرفت در درمان نیز انجام می شود.
            - Duckworth, Gear and Lockett

## کاربرد
محاسبات و ریاضیات
- در برنامه نویسی رایانه و مهندسی نرم افزار ، از آزمایش جعبه سیاه استفاده می شود تا بررسی شود که با توجه به ورودی های مشخص شده، خروجی همانطور که انتظار می رفته به دست آمده باشد. اصطلاح جعبه سیاه به کار می رود زیرا برنامه واقعی که اجرا می شود مورد بررسی قرار نمی گیرد.

- در محاسبات به طور کلی ، برنامه جعبه سیاه برنامه ای است که در آن کاربر نمی تواند کارهای داخلی را ببیند (شاید به دلیل اینکه این یک برنامه منبع بسته است) یا برنامه ای که عوارض جانبی ندارد و عملکرد آن لازم نیست مورد بررسی قرار گیرد ، این یک روال مناسب برای استفاده مجدد است.

- همچنین در محاسبات ، جعبه سیاه به یک قطعه تجهیزات ارائه شده توسط یک فروشنده ، جهت استفاده از کالای آن فروشنده ، اشاره دارد. اغلب این مورد است که فروشنده این تجهیزات را پشتیبانی می کند و شرکتی که جعبه سیاه را دریافت می کند به طور معمول دست از کار می کشد.

- در مدل سازی ریاضی ، یک مورد محدودکننده داریم.

علم و تکنولوژی

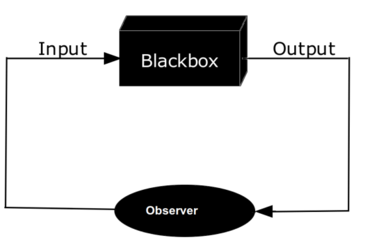
هنگامی که ناظر (یک عامل) همچنین می تواند برخی از محرک ها (ورودی) را انجام دهد ، ارتباط با جعبه سیاه نه تنها یک مشاهده بلکه یک آزمایش است.

- در شبکه های عصبی یا الگوریتم های اکتشافی (اصطلاحات رایانه ای که به طور کلی برای توصیف رایانه های "یادگیری" یا "شبیه سازی هوش مصنوعی" استفاده می شود) ، از یک جعبه سیاه برای توصیف بخشی از محیط برنامه  که مداوم تغییر می کند استفاده می شود که این تغییرات توسط برنامه نویسان به راحتی قابل آزمایش نیست. به این حالت جعبه سفید نیز گفته می شود که در آن می توانید کد برنامه را ببینید ، اما کد آنقدر پیچیده است که از لحاظ عملکردی معادل یک جعبه سیاه است.

- در فیزیک ، جعبه سیاه سیستمی است که ساختار داخلی آن ناشناخته است ، یا لازم نیست برای یک هدف خاص در نظر گرفته شود.

- در رمزنگاری برای به دست آوردن مفهوم دانش به دست آمده توسط یک الگوریتم از طریق اجرای یک پروتکل رمزنگاری مانند پروتکل اثبات دانش صفر از آن استفاده می شود. اگر خروجی یک الگوریتم هنگام تعامل با پروتکل با ورودی یک شبیه ساز با برخی از ورودی ها مطابقت داشته باشد ، لازم نیست چیزی بیشتر از آن ورودی ها بدانیم.

کاربرد های دیگر
در فلسفه و روانشناسی ، مکتب رفتارگرایی ذهن انسان را جعبه سیاه می داند.
در نظریه روابط بین الملل نئورئالیستی ، دولت حاکمیت به طور کلی یک جعبه سیاه در نظر گرفته می شود: دولت ها تصور می شوند بازیگرانی خود علاقمند ،واحدی و منطقی ، هستند و فرآیندهای تصمیم گیری واقعی دولت از این امر صرف نظر می شود که تا حد زیادی بی ربط هستند. نظریه پردازان لیبرال و سازنده گرایانه غالباً نئورئالیسم را برای مدل "جعبه سیاه" مورد انتقاد قرار می دهند و به بیشتر کارهایشان در مورد چگونگی رسیدن دولتها به تصمیم گیری "شکستن باز کردن جعبه سیاه" اشاره می کنند.

## مثال‌ها
- در الکترونیک یک قطعهٔ بسته‌بندی شده‌است که قابل تعویض می‌باشد. برای اطلاعات بیشتر  line-replaceable unit یا (LRU) را مطالعه کنید.
- در برنامه‌نویسی و مهندسی نرم‌افزار، به کمک آزمایش جعبه سیاه با وارد کردن ورودی‌های متعدد درستی خروجی یک نرم‌افزار را کنترل می‌کنند.[۱]